# Guerra Civil da Guatemala
A Guerra Civil Guatemalteca foi um conflito armado que decorreu na Guatemala entre 1960 e 1996, entre o governo guatemalteco e vários grupos de guerrilha, majoritariamente de esquerda, que lhe opunham.
Estima-se que tenham perdido a vida neste conflito entre 140 000 e 200 000 pessoas; outras 50 000 foram consideradas desaparecidas. De acordo com a Comissão para o Esclarecimento Histórico, as forças governamentais são responsáveis por 93% da violência do conflito e os grupos guerrilheiros por 3% (4% não são identificados).

## Antecedentes
Considera-se que a origem da guerra civil na Guatemala remonta a 1954, quando o presidente eleito Jacobo Arbenz foi derrubado por meio de um golpe de estado promovido pela CIA, segundo seu programa de desestabilização da Guatemala. Arbenz tentara realizar uma reforma agrária, entrando em choque com o monopólio exercido pelas empresas norte-americanas - em especial, a United Fruit Company - sobre as terras agrícolas da Guatemala. O presidente deposto foi substituído pelo coronel Carlos Castillo Armas, ligado a grupos anticomunistas e a esquadrões da morte. Castillo foi assassinado em 1957, sendo substituído pelo general Miguel Ydígoras Fuentes, que assumiu o poder em 1958.

## A guerra
Em 1960, um grupo de jovens oficiais militares  armou uma revolta, que no entanto fracassou. Na sequência, vários deles passaram à clandestinidade e estabeleceram estreitos laços com o governo de Cuba. Este grupo se converteu no núcleo das forças que organizaram a insurreição armada, contra o governo, que deverá perdurar pelos 36 anos seguintes.
Nesse período, morreram cerca de 140 mil pessoas, em choques envolvendo a guerrilha, forças do governo e população civil. Além dos mortos, houve 44 mil desaparecidos, e um grande número de deslocados internos, já que 50 mil camponeses foram obrigados a deixar suas terras. 1/3 da população passava fome, ingerindo menos de 1 000 calorias diárias.
Havia quatro principais grupos guerrilheiros de esquerda, que se opunham ao governo: o Exército Guerrilheiro dos Pobres, a Organização Revolucionária do Povo em Armas, as Forças Armadas Rebeldes e o Partido Guatemalteco do Trabalho. Esses grupos levavam a cabo ações de sabotagem e ataques a instalações das forças de segurança governamentais. Em 1982, os quatro grupos uniram-se para formar a Unidade Revolucionária Nacional Guatemalteca.

## Fim da guerra civil
Apenas em 1990 iniciou-se um processo de negociação entre o governo e a guerrilha. Afinal, em dezembro de 1996, um acordo de cessar-fogo permanente foi assinado. Um dos principais pontos do acordo foi a instituição de uma anistia geral para os guerrilheiros e para os militares, que haviam cometido abusos no combate aos rebeldes.
O governo guatemalteco comprometeu-se a realizar reformas estruturais, em troca da paz, e a guerrilha, comprometeu-se a abandonar a luta armada.